# Skálafjørður

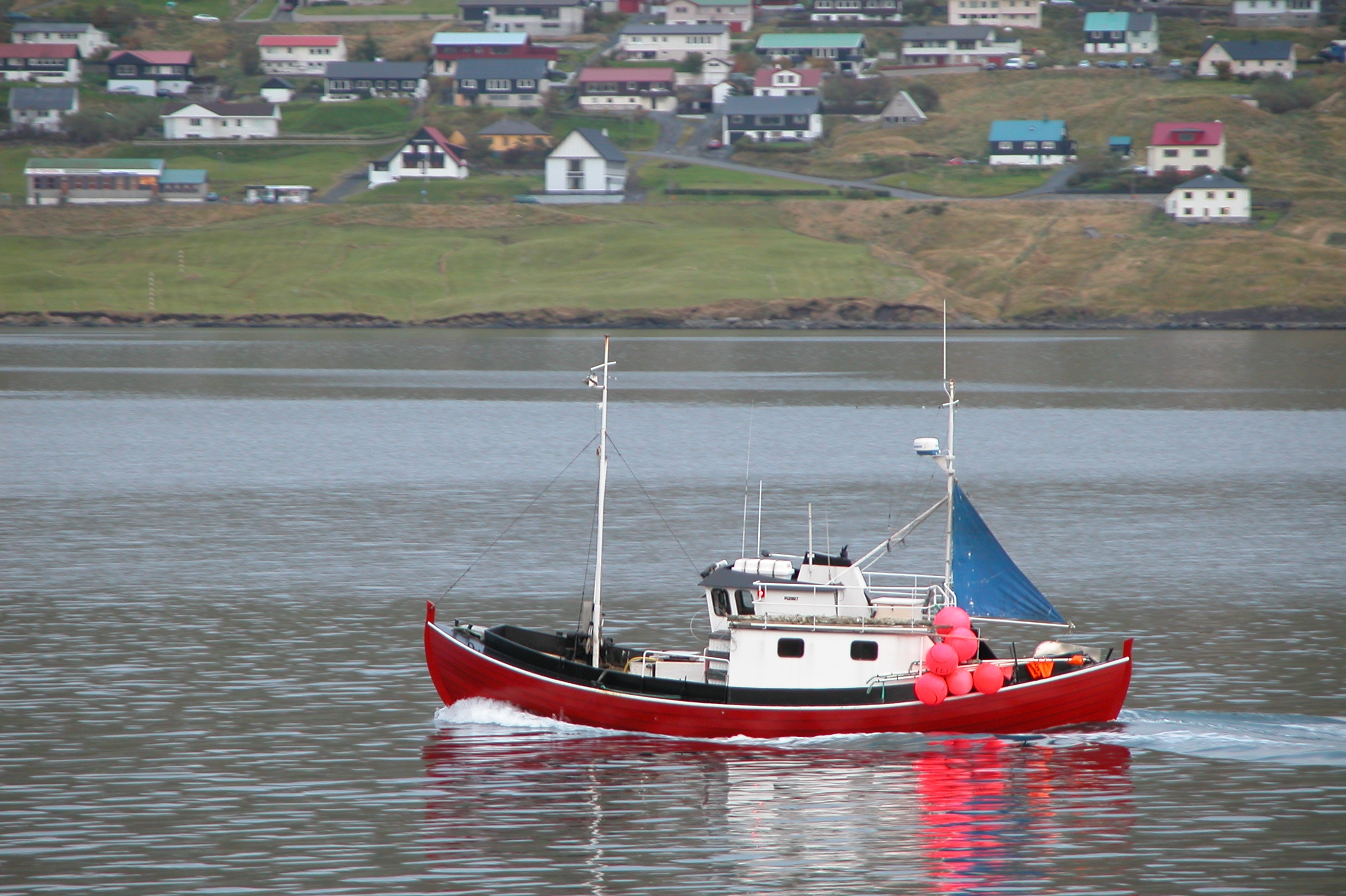
Feröeri csónak a fjord vizén, Strendur közelében

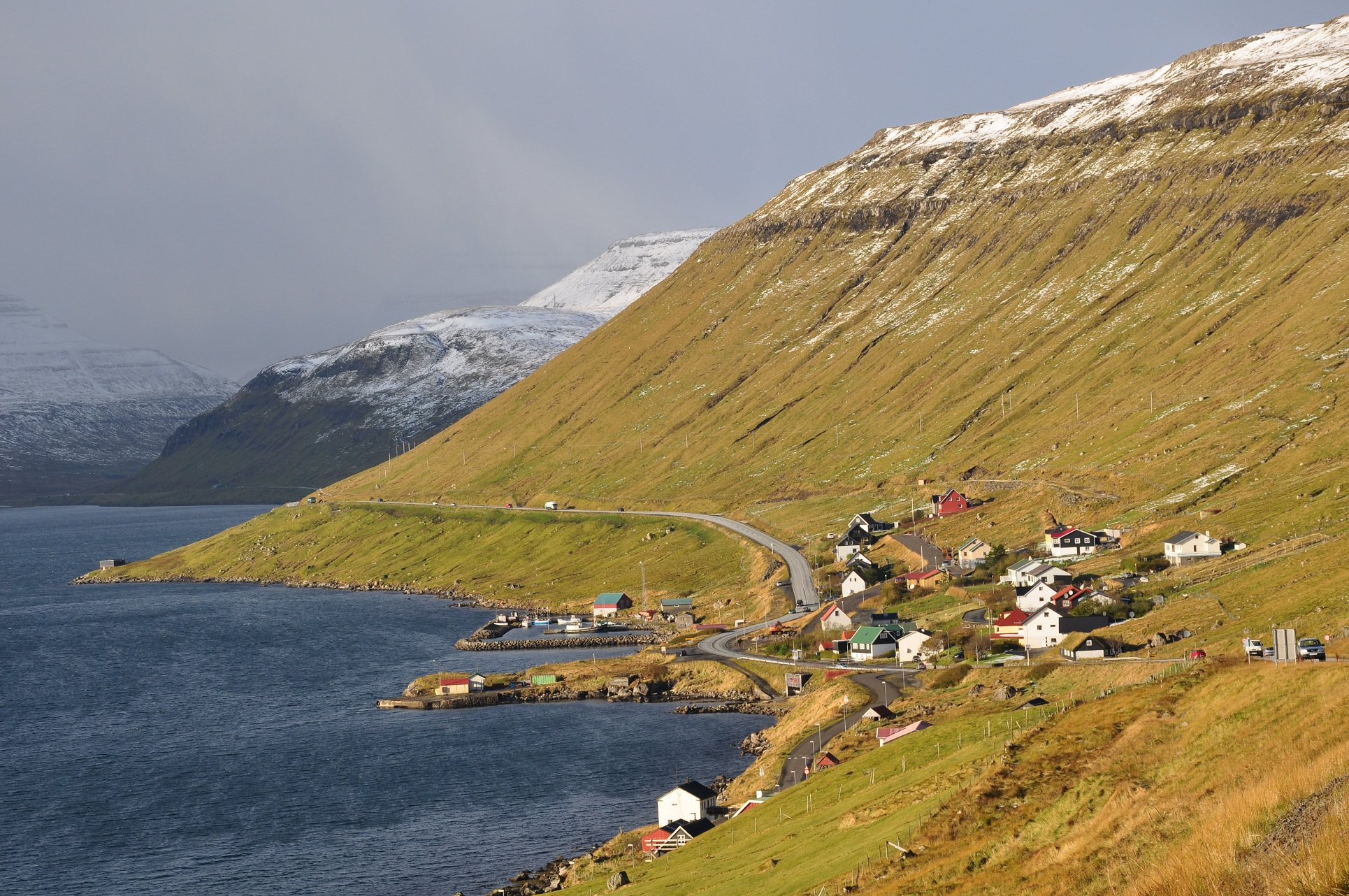
Skipanes, Skálafjørður

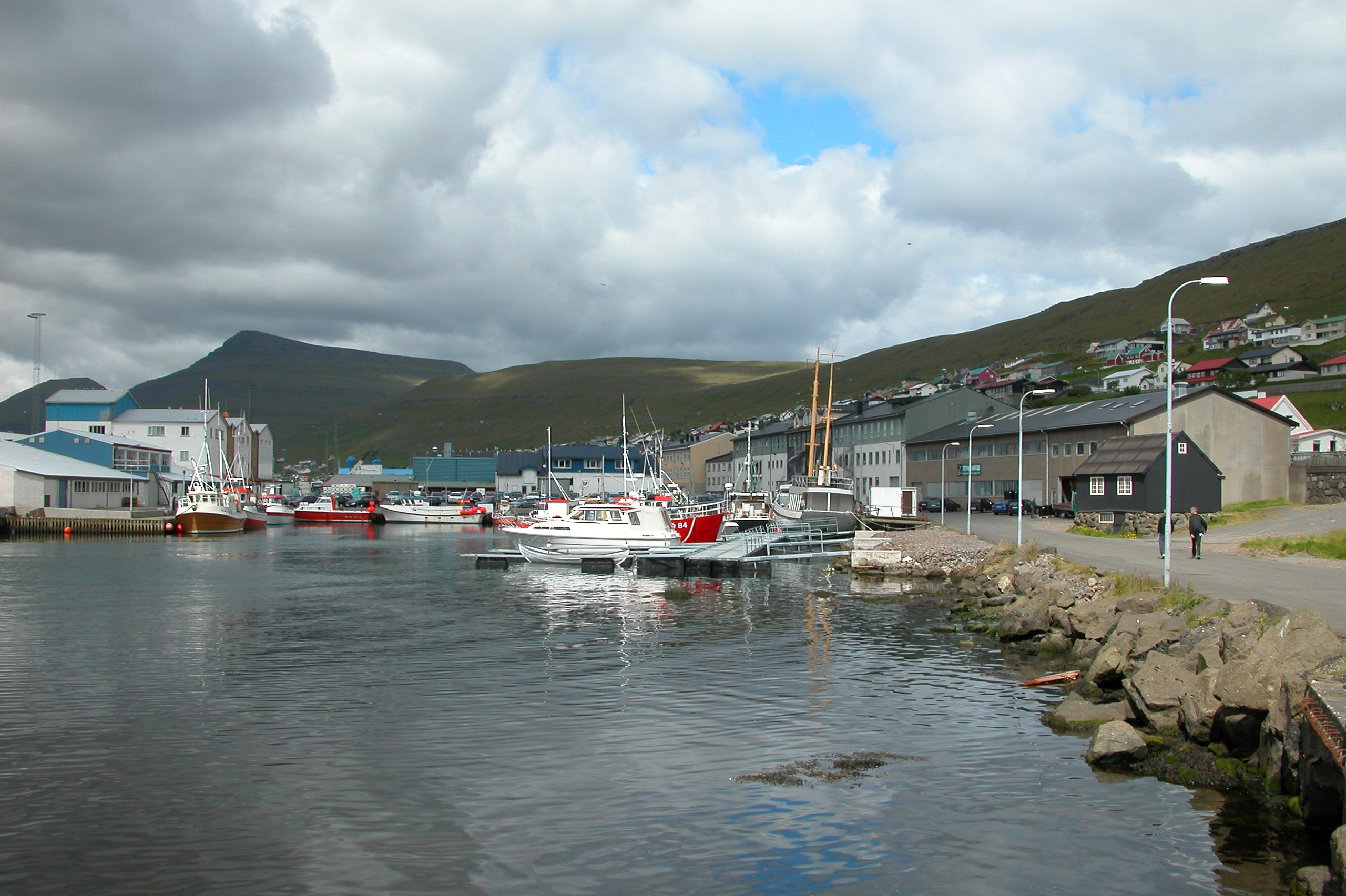
Runavík kikötője

A Skálafjørður (dánul: Skålefjord) egy fjord Feröer Eysturoy nevű szigetén. 14 kilométeres hosszúságával a szigetcsoport leghosszabb fjordja.

## Földrajz
A Skálafjørður Feröer leghosszabb fjordja. Fekvésénél fogva védett a szél és az időjárás más viszontagságai ellen.
A fjord mélysége 25-70 méter között változik, így a legnagyobb hajók is behajózhatnak. A víz hőmérséklete nyáron akár a 18 fokot is elérheti, de télen is ritkán süllyed fagypont alá. A part jellemzően sík és nem meredek, ami kedvező a kikötői infrastruktúra telepítése szempontjából. Mivel áramlás nem érinti, nincs jelentős árapály-jelenség.
A következő települések fekszenek a partján: a keleti parton délről északra Nes, Toftir, Saltnes, Runavík, Saltangará, Glyvrar, Lambareiði, Søldarfjørður, Skipanes, Undir Gøtueiði és Skálabotnur; innen tovább a nyugati parton északról délre Skáli, Innan Glyvur és Strendur. Közvetlenül a fjord partján egy országút vezet összekötve ezeket a településeket, amelyek különösen Toftir és Runavík környékén összefüggő településfüzért alkotnak.

## Történelem
A fjordot már a viking kor óta téli kikötőként használták, ahol a hajók menedéket leltek az időjárás viszontagságai ellen. Később, amikor a feröeriek a mélytengeri halászat felé fordultak, a halászhajók jelentős része is itt vészelte át a telet.
A második világháború alatti brit megszállás idején a fjord stratégiai szerepet játszott, mint természetes hadikikötő; a britek itt rendezték be fő bázisukat. Bejáratát nehéz hajóágyúk védték Nesnél, a rendszeres német légitámadásoktól pedig egy légvédelmi üteg óvta. A bejáratnál víz alatti acélhálót lehetett kifeszíteni a tengeralattjárók ellen. Itt volt egy fontos kőolajlerakat is.
Az elmúlt két évtizedben jelentős fejlesztéseket végeztek az úthálózaton és a kikötői infrastruktúrán, így a fjord környéke Eysturoy gazdasági központjává vált.

## Közlekedés
Védett fekvésénél fogva ma is tartalék kikötőként működik, amikor Tórshavnban kedvezőtlen a széljárás. Ilyenkor a Norröna autókomp is Toftirban köt ki.

## Fordítás
- Ez a szócikk részben vagy egészben a Skálafjørður című német Wikipédia-szócikk ezen változatának fordításán alapul.  Az eredeti cikk szerkesztőit annak laptörténete sorolja fel. Ez a jelzés csupán a megfogalmazás eredetét és a szerzői jogokat jelzi, nem szolgál a cikkben szereplő információk forrásmegjelöléseként.

## Külső hivatkozások
- Kongshavn - The Port of Skálafjørður (angol)